# U-606
| U-606                      | U-606                                                          | U-606                                                          |
| -------------------------- | -------------------------------------------------------------- | -------------------------------------------------------------- |
|                            |                                                                |                                                                |
|                            |                                                                |                                                                |
|                            |                                                                |                                                                |
| Під прапором               | Третій рейх                                                    | Третій рейх                                                    |
| Спуск на воду              | 27 листопада 1941 року                                         | 27 листопада 1941 року                                         |
| Виведений зі складу флоту  | 22 лютого 1943 року                                            | 22 лютого 1943 року                                            |
| Сучасний статус            | затоплений                                                     | затоплений                                                     |
| Проєкт                     |                                                                |                                                                |
| Тип ПЧ                     | Торпедний ДПЧ                                                  | Торпедний ДПЧ                                                  |
| Основні характеристики     |                                                                |                                                                |
| Швидкість (надводна)       | 17,7 вузлів                                                    | 17,7 вузлів                                                    |
| Швидкість (підводна)       | 7,6 вузлів                                                     | 7,6 вузлів                                                     |
| Робоча глибина занурення   | 100 м                                                          | 100 м                                                          |
| Гранична глибина занурення | 220 м                                                          | 220 м                                                          |
| Екіпаж                     | 44 осіб                                                        | 44 осіб                                                        |
| Розміри                    |                                                                |                                                                |
| Довжина найбільша (по КВЛ) | 67,1 м                                                         | 67,1 м                                                         |
| Ширина корпусу найб.       | 6,2 м                                                          | 6,2 м                                                          |
| Висота                     | 9,6 м                                                          | 9,6 м                                                          |
| Середня осадка (по КВЛ)    | 4,70 м                                                         | 4,70 м                                                         |
| Водотоннажність надводна   | 769 т                                                          | 769 т                                                          |
| Озброєння                  |                                                                |                                                                |
| Артилерія                  | одна палубна гармата калібру 88-мм, одна 20-мм зенітна гармата | одна палубна гармата калібру 88-мм, одна 20-мм зенітна гармата |
| Торпедно- мінне озброєння  | 4 носових і один кормовий ТА. 14 торпед або 26 мін             | 4 носових і один кормовий ТА. 14 торпед або 26 мін             |

U-606 — німецький підводний човен типу VIIC, часів Другої світової війни.
Замовлення на будівництво човна було віддане 22 травня 1940 року. Човен був закладений на верфі суднобудівної компанії «Blohm + Voss» у Гамбурзі 12 березня 1941 року під будівельним номером 582, спущений на воду 27 листопада 1941 року, 22 січня 1942 року увійшов до складу 5-ї флотилії. Також за час служби перебував у складі 11-ї та 9-ї флотилій.
Човен зробив 3 бойових походи, в яких потопив 3 (загальна водотоннажність 20 527 брт) та пошкодив 2 (загальна водотоннажність 21 925 брт) судна.
Потоплений 22 лютого 1943 року у Північній Атлантиці східніше Ньюфаундленду (47°44′ пн. ш. 33°43′ зх. д. / 47.733° пн. ш. 33.717° зх. д.) глибинними бомбами американського куттера берегової охорони «Кемпбелл» та польського есмінця «Бурза». 36 членів екіпажу загинули, 11 врятовані.

## Командири
- Оберлейтенант-цур-зее Ганс Клатт (22 січня — 1 жовтня 1942)
- Капітан-лейтенант Дітріх фон дер Еш (14-26 вересня 1942) — виконувач обов'язків.
- Оберлейтенант-цур-зее Ганс-Генріх Делер (2 жовтня 1942 — 22 лютого 1943)

## Потоплені та пошкоджені кораблі[3]
| Назва            | Тип           | Належність      | Дата           | Тоннаж (БРТ) | Вантаж                                              | Статус     | Місце                                                       |
| Kosmos II        | торгове судно | Норвегія        | 28 жовтня 1942 | 16 966       | 21 000 т сирої нафти та 3 десантних судна на палубі | пошкоджено | 54°40′ пн. ш. 29°00′ зх. д. / 54.667° пн. ш. 29.000° зх. д. |
| Gurney E. Newlin | танкер        | США             | 28 жовтня 1942 | 8 687        | Газолін та керосин                                  | потоплено  | 54°51′ пн. ш. 30°06′ зх. д. / 54.850° пн. ш. 30.100° зх. д. |
| Chattanooga City | торгове судно | США             | 22 лютого 1943 | 5 687        | 3 500 т піску у якості баласту                      | потоплено  | 46°53′ пн. ш. 34°32′ зх. д. / 46.883° пн. ш. 34.533° зх. д. |
| Empire Redshank  | торгове судно | Велика Британія | 22 лютого 1943 | 6 615        | Баласт                                              | потоплено  | 46°53′ пн. ш. 34°32′ зх. д. / 46.883° пн. ш. 34.533° зх. д. |
| Expositor        | танкер        | США             | 22 лютого 1943 | 4 959        | Водний та пісочний баласт                           | пошкоджено | 46°53′ пн. ш. 34°32′ зх. д. / 46.883° пн. ш. 34.533° зх. д. |